# Минаев, Иван Павлович
Иван Павлович Минаев (9(21) октября 1840, Тамбов — 1(13) июня 1890, Петербург) — русский востоковед-индолог, основатель русской индологической школы. Действительный статский советник.

## Биография
Отца он потерял в неполные семь лет и мало его помнил. Окончив в 1858 году Тамбовскую мужскую гимназию, он в 1858—1862 годах продолжил образование на Восточном факультете Петербургского университета, — по китайско-маньчжурскому отделению. Лекции В. П. Васильева привлекли его внимание к буддизму, для занятий которым Минаев стал изучать санскрит; в Британском музее и Парижской библиотеке работал над палийскими рукописями, которым составил каталог (не издан). Также имел тесный контакт с тибетологом А.А. Шифнером.
С 1869 года — приват-доцент историко-филологического факультета Санкт-Петербургского университета.
C 1871 года — член Русского географического общества.
В 1872 году И. П. Минаев защитил докторскую диссертацию по теме «Очерк фонетики и морфологии языка пали». Она была переведена на английский и французский языки, став первой в Европе грамматикой этого языка, основанной на идеях и методах индийской лингвистической традиции; в ней использован материал индийской грамматики Рупусиддхи.
C 1873 года — профессор кафедры сравнительного языкознания Императорского Петербургского университета. В 1874 году совершил путешествие на остров Цейлон, описав в своих записках не только местные достопримечательности и колониальные порядки, но и обычаи древнейшего населения острова — лесных охотников веддов.

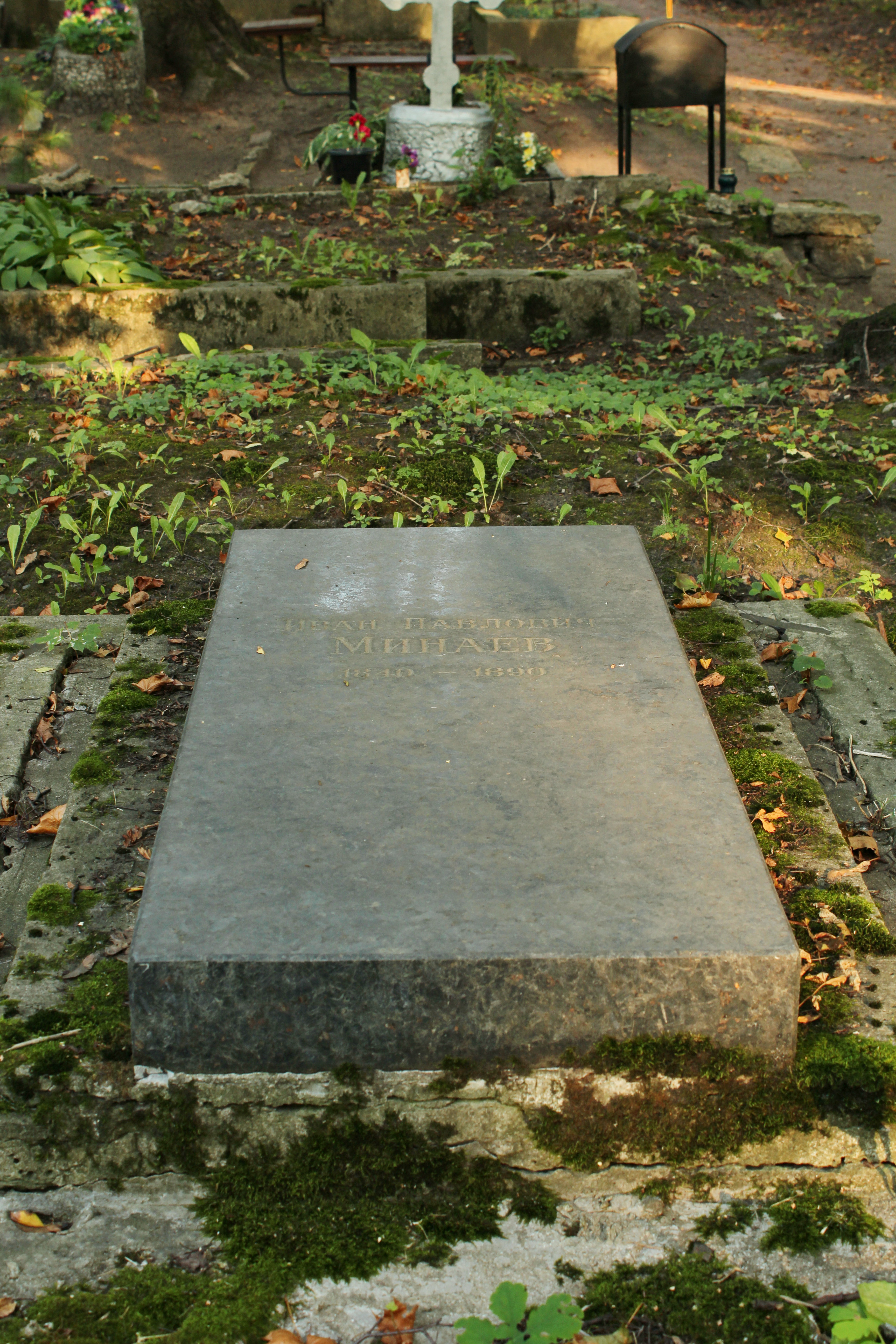
Могила И. П. Минаева

С 1883 года по совместительству работал на восточном факультете Императорского Петербургского университета.
В университетском курсе «Общее языкознание» (1884) И. П. Минаев развивал идеи Вильгельма фон Гумбольдта и Хеймана Штейнталя, разработав оригинальный вариант стадиальной классификации языков; выступил как один из первых русских типологов.
Наиболее известен И. П. Минаев как буддолог. (Буддизм. Исследования и материалы, т. 1, 1887). Он издавал и переводил буддийские памятники, а также записанный им индийский фольклор. «Дневник путешествий в Индию и Бирму. 1880 и 1885—1886» был издан в 1955 году.
Совершил три путешествия (в 1874—75, 1880, 1885—86), во время которых посетил Индию, Цейлон, Бирму и Непал. Научные исследования Минаева были сосредоточены на древней, средневековой и новой истории стран Южной Азии (литература, философия, лингвистика, культура в широком смысле, география, особенно историческая, этнография, фольклор). Минаев положил начало широким исследованиям в области буддологии в России.
Умер И. П. Минаев 1 июня 1890 года. Похоронен в Санкт-Петербурге на Новодевичьем кладбище.
Как отмечает С. Д. Серебряный: "Иван Павлович Минаев был первым собственно (этнически) русским индологом, вышедшим своими научными работами на «мировой уровень» и получившим европейское признание".

## Труды
- «Пратимокшасутра. Буддийский служебник, изд. и перевод». (Санкт-Петербург, 1869; приложение № 1, к XVI т. «Записки Императорской Академии Наук»).
- «Die Pali-Metrik Vuttodava» («Mek. Asiat.», VI, 195)
- «Новые факты относительно связи древней Индии с Западом» («Журнал Министерства народного просвещения», 1870, № 8).
- «Несколько рассказов о перерождениях Будды» («Журнал Министерства Народного Просвещения», 1871, № 11);
- «Несколько слов о буддийских джатаках» (ib., 1872, № 6);
- «Индийские сказки» (ib., 1874, № 11; 1876, № 2, 4, 5).
- «Очерк фонетики и морфологии языка Пали» (Санкт-Петербург, 1872)
- «Из путешествия по Индии» («Журнал Министерства народного просвещения», 1876, № 188).
- «Очерки Цейлона и Индии» (Санкт-Петербург, 1878).
- «Очерк важнейших памятников санскритской литературы» («Всеобщая история литературы», изд. В. Корша, вып. I).
- («Англичане в Бирме», «Вестник Европы», 1887, № 11).
- «Буддизм. Исследования и материалы» (т. I, вып. 1 и 2, Санкт-Петербург, 1887, в «Записках Историко-филологического Факультета», т. XVI).
- Минаев И. П. Дневники путешествий в Индию и Бирму. 1880 и 1885—1886 / Отв. ред. акад. А. П. Баранников; Члены ред. колл.: Н. М. Гольдберг, Г. Г. Котовский ; Институт востоковедения АН СССР. — М.: Изд-во АН СССР, 1955. — 252, [2] с. — 10 000 экз. (в пер.)
- Индийские сказки и легенды, собранные в Камаоне в 1875 году И. П. Минаевым / Сост. И. П. Минаев. — М.: Наука, 1966. — 264 с. — 33 000 экз. (обл.)
- «Путешествие Марко Поло» перевод со старофранцузского И. П. Минаева. — СПб.: Русское географическое общество, 1902.
- «Книга Марко Поло», перевод со старофранцузского текста И. П. Минаева, редакция и вступительная статья И. П. Магидовича. — М.: Государственное издательство Географической литературы, 1955.
- Старая Индия. Заметки на "Хожение за три моря" Афанасия Никитина. — СПб.: Тип. В.С. Балашова, 1881.